# Abercorn F.C.
Abercorn F.C., właśc. Abercorn Football Club – szkocki klub piłkarski z siedzibą w Paisley.

## Historia
Klub istniał w latach 1877–1920. W swojej historii rozegrał cztery sezony w pierwszej lidze, w czasach kiedy stanowiły ją rozgrywki First Division. Występował też przez 21 sezonów na poziomie drugiej ligi (w Second Division), po raz ostatni w edycji 1914/1915.

### Historia występów w pierwszej lidze
| Sezon   | Liga           | Miejsce      |
| ------- | -------------- | ------------ |
| 1890/91 | First Division | 7.           |
| 1891/92 | First Division | 9.           |
| 1892/93 | First Division | 9. (spadek)  |
| 1896/97 | First Division | 10. (spadek) |

## Reprezentanci kraju grający w klubie
|  | - Bob Buchanan - John Clelland - Billy Dunlop - William Fulton - Michael Gilhooley - John Goudie - James Gourlay - Billy Howden - John Hunter |  | - Tom Hyslop - James Johnston - Tommy Low - Bob Marshall - John May - Bob McCormick - Neil Munro - Billy Sawers - David Steele |